# FC Dinamo II București
El FC Dinamo II București es un club de fútbol rumano de la ciudad de Bucarest y es el equipo reserva del FC Dinamo București. Fue fundado en 2004 y juega en la Liga III.

## Palmarés
Liga III:
- Campeón (1): 2006–07